# Pecado impudicus
Pour les articles homonymes, voir Pecado (homonymie).
Genre
Espèce
Synonymes
- Labulla impudica Denis, 1945

Pecado impudicus, unique représentant du genre Pecado, est une espèce d'araignées aranéomorphes de la famille des Linyphiidae.

## Distribution
Cette espèce se rencontre en Algérie, au Maroc et en Espagne.

## Publications originales
- Denis, 1945 : Descriptions d'araignées nord-africaines. Bulletin de la Société d'Histoire naturelle de Toulouse, vol. 79, p. 41-57.
- Hormiga & Scharff, 2005 : Monophyly and phylogenetic placement of the spider genus Labulla Simon, 1884 (Araneae, Linyphiidae) and description of the new genus Pecado. Zoological Journal of the Linnean Society, vol. 143, p. 359-404 (texte intégral).